# Journées du jeune cinéaste
Les Journées du Jeune Cinéaste est un événement de cinéma africain, fondé en 2018 par la journaliste et blogueuse Maimounatou Bouzarka, qui se tient tous les ans en Février à Yaoundé au Cameroun. Cet événement est organisé dans le cadre de la fête de la jeunesse, dans le but de promouvoir les films locaux, accompagner et susciter des vocations au développement des compétences des jeunes et mieux les outiller à cet effet au Cameroun.
Organisé par l’association « Cinécamer », il a pour but de promouvoir le cinéma local dans le pays. L'association veut ainsi relever un cinéma camerounais, manquant de reconnaissance, ignoré du public et manquant de moyens matériels et financiers pour la production des films.
L'association Cinécamer est un média numérique destiné à la promotion et l’information sur le cinéma camerounais et le cinéma produit au Cameroun. Il encourage, par les Journées du Jeune Cinéaste, les producteurs à présenter leurs films à un public jeune, afin qu’il puisse apprécier les productions locales. Cet événement, est un lieu de rencontre et de visibilité entre professionnels, amateurs du cinéma et cinéphiles. D’où la gratuité pour la participation aux activités. Les journées du jeune cinéaste offrent un espace d’échanges et de rencontre, où les cinéphiles ont la possibilité de rencontrer les acteurs camerounais de renom et du petit écran, tout en promouvant l’art cinématographique auprès des jeunes, et susciter des vocations.

## Éditions
| Édition | Date               | Lieu                   | Thème                                                              |
| ------- | ------------------ | ---------------------- | ------------------------------------------------------------------ |
| 1re     | 10 février 2018    | CLAC Yde               | Jeunesse et rayonnement du cinéma camerounais                      |
| 2e      | 8 février 2018     | CLAC                   | Marketing digital au service du cinéma camerounais                 |
| 3e      | 14-16 février 2020 | Fondation Tandeng Muna | Violence faites aux femmes : si le cinéma se tait, il laisse faire |

## Activités
Pour atteindre ses objectifs, plusieurs activités lucratives sont programmées:
- Conférence
- Débat thématique
- Masters class sur plusieurs spéculations de la chaîne de la production cinématographique
- Ateliers d'apprentissage pour les jeunes de 5 à 15 ans
- Projection des films
- Réseautage entre jeunes cinéastes en herbe et les professionnels du métier[8].